# Sezemče
Sezemče (em cirílico: Сеземче) é uma vila da Sérvia localizada na cidade de Kruševac, pertencente ao distrito de Rasina, na região de Rasina. A sua população era de 209 habitantes segundo o censo de 2011.

## Demografia
| 1948 | 1953 | 1961 | 1971 | 1981 | 1991 | 2002 | 2011 |
| ---- | ---- | ---- | ---- | ---- | ---- | ---- | ---- |
| 452  | 564  | 628  | 696  | 491  | 291  | 250  | 209  |